# Спасо-Преображенский монастырь (Авделлеро)
Спасо-Преображенский монастырь (греч. Μονή Μεταμορφώσεως του Σωτήρος Χριστού στο Αβδελλερό) — женский православный монастырь близ села Авделлеро в Республике Кипр.
В богослужебной жизни монастырь придерживается юлианского календаря.

## История
Монастырь был основан в сентябре 1979 года в двух километрах от села Авделлеро. Место было отмечено мученической кончиной монахини Агафоники (42 года) и монаха Нектария (29 лет), убитых турками-киприотами. Монахиня приехала в эти места в декабре 1948 года из Калопанагиотиса, а монах Нектарий (в миру Николаос Адаму) приехал из деревни Труллои в 1948 году вёл уединенную жизнь, помогая строящемуся монастырю. В пятницу 27 июня 1958 года монах Нектарий был в поле и вёз тюки сена в тракторном прицепе, чтобы отвезти их в Лимассол. Как только погрузка была завершена, на него напали вооруженные киприоты-турки. Его ранили в спину. Он получил еще шесть огнестрельных ранений, после чего ему нанесли ещё 16 ножевых ранений. Услышавшая выстрелы и крики отца Нектария, монахиня Агафоника побежала на помощь. Турки застрелили её в нескольких метрах от погибшего монаха. Другие монахини услышав выстрелы спрятались в церкви, где усиленно молились. Тела погибших были захоронены на монастырском кладбище.
В 1989 году на холме начато строительство нового монастырского комплекса в храмом в честь Живоносного Источника. В монастыре имеется подсобное животноводческое хозяйство, разбиты фруктовый и масличный сады, огороды. В мастерских монастыря производится слесарная продукция.